# Reza Shahroudi
Reza Shahroudi (persan : رضا شاهرودی, né le 21 février 1972 à Téhéran) est un footballeur iranien.
Il participe à la Coupe du monde 1998 avec l'équipe d'Iran.